# Ecogoniometro
L'ecogoniometro è un apparecchio elettronico che scopre la presenza di un corpo sommerso nell'oceano mediante l'impiego del suono. L'ecogoniometro stabilisce la posizione del corpo sommerso trasmettendo vibrazioni. Queste vibrazioni ritornano all'ecogoniometro dopo aver colpito l'oggetto. Le navi da guerra e gli aerei militari usano l'ecogoniometro per accertare la posizione dei sottomarini nemici. Le navi ricorrono all'impiego dell'ecogoniometro per
determinare la profondità dell'acqua sotto le loro chiglie. L'ecogoniometro in campo internazionale è chiamato "Sonar", termine inglese composto dalle iniziali delle parole sound (suono), navigation (navigazione) and (e) e range (campo di misura).
L'ecogoniometro è composto dal trasmettitore, dal trasduttore, dal ricevitore e dall'indicatore. Il trasmettitore invia segnali elettrici al trasduttore. Il trasduttore è un apparecchio simile ad un'antenna, immerso nell'acqua. I segnali elettrici passano dal trasmettitore al trasduttore e vengono convertiti in onde sonore. Le onde sonore usano frequenze che variano tra 5.000 e 25.000 Hz.
Le onde sonore ritornano all'ecogoniometro sulla nave dopo aver colpito un sommergibile o toccato il fondo dell'oceano. Le onde sonore, raccolte dal ricevitore, sono cronometrate dall'indicatore. Il suono viaggia nell'acqua a una velocità di circa 1500 metri al secondo. L'indicatore traduce automaticamente le onde sonore che giungono all'ecogoniometro in una misura di distanza, determinando la posizione del sommergibile o la profondità del fondo dell'oceano.